# Jan Gomoła (żołnierz)
Jan Gomoła (ps. „Jawor”, ur. 2 maja 1913 w Duisburgu, zm. 7 listopada 1985 w Tarnowie) − żołnierz Wojska Polskiego, Narodowej Organizacji Wojskowej i Armii Krajowej, działacz NSZZ „Solidarność”.

## Życiorys
Jan Gomoła urodził się 2 maja 1913 roku w Duisburgu, w rodzinie wielkopolskich emigrantów, Ludwika i Jadwigi. Po odzyskaniu przez Polskę niepodległości wrócili oni z synem do kraju, osiedlając się najpierw w Jarocinie a później przeprowadzając do Poznania. Podczas odbywania zasadniczej służby wojskowej w latach 30. Jan Gomoła był żołnierzem 66 Kaszubskiego pułku piechoty i pułku Korpusu Ochrony Pogranicza „Czortków”. W tym ostatnim ukończył z wyróżnieniem szkołę podoficerską. Po zakończeniu służby wojskowej pracował jako handlowiec w Inowrocławiu.
W sierpniu 1939 roku Jan Gomoła został zmobilizowany. Jako dowódca drużyny 59 pułku piechoty wielkopolskiej w składzie Armii „Pomorze” uczestniczył w kampanii wrześniowej, przechodząc szlak bojowy od obrony Bydgoszczy, przez bitwę nad Bzurą, po obronę Warszawy. Po kapitulacji trafił jako jeniec wojenny do obozu w Skierniewicach, jednak już w listopadzie 1939 roku znalazł się z powrotem w Poznaniu, gdzie wstąpił do Narodowej Organizacji Wojskowej, współuczestnicząc w tworzeniu jej struktur terenowych w Wielkopolsce.
Wysiedlony w 1940 roku do Krakowa, również tam działał w strukturach konspiracyjnych Narodowej Organizacji Wojskowej, a od 1942 roku Armii Krajowej, w której ukończył kurs podchorążych. Zagrożony aresztowaniem w trakcie tworzenia oddziału partyzanckiego, schronił się w lasach w okolicy Radłowa, gdzie od maja 1944 roku dowodził, jako podporucznik „Jawor”, oddziałem partyzanckim Armii Krajowej „Janina”. W nocy z 25 na 26 lipca 1944 roku oddział, liczący wówczas około 30 osób, współuczestniczył w osłonie lądowiska „Motyl” w Jadownikach Mokrych w ramach akcji Most III.
W sierpniu 1944 roku, podczas przygotowań do Akcji „Burza” oddział „Janina” wszedł jako kompania w skład I batalionu „Barbara” 16 pułku piechoty AK (Jan Gomoła otrzymał awans na porucznika) i wraz z nim przeszedł w rejon Pogórza Rożnowskiego. 25 września porucznik „Jawor” i jego żołnierze wyróżnili się w bitwie pod Jamną, za co dowódca kompanii został odznaczony Krzyżem Walecznych.
Po zakończeniu wojny Jan Gomoła był kilkakrotnie aresztowany za swoją działalność w Armii Krajowej i więziony w latach 1946−1947 oraz 1953−1955. Po uwolnieniu przeniósł się na stałe do Tarnowa, podejmując pracę jako handlowiec w Powszechnej Spółdzielni Spożywców „Społem”. Był też aktywnym działaczem Związku Inwalidów Wojennych. W 1981 roku współorganizował Koło Kombatantów tarnowskiej „Solidarności”.
14 kwietnia 1985 roku Jan Gomoła oraz dwoje innych byłych żołnierzy Armii Krajowej (Alina Szymiczek i Andrzej Fenrych) zostali zatrzymani przez funkcjonariuszy Milicji Obywatelskiej podczas składania kwiatów pod Grobem Nieznanego Żołnierza w Tarnowie po mszy świętej w rocznicę zbrodni katyńskiej i oskarżeni o organizowanie nielegalnego zgromadzenia. 6 listopada 1985 roku, podczas przesłuchania w trakcie kolejnej rozprawy sądowej, Jan Gomoła stracił przytomność wskutek zawału mięśnia sercowego i zmarł następnego dnia. Został pochowany 11 listopada na cmentarzu parafialnym w tarnowskiej dzielnicy Krzyż.
Poza Krzyżem Walecznych Jan Gomoła został odznaczony jeszcze Krzyżem Partyzanckim, Medalem Wojska, medalem „Za udział w wojnie obronnej 1939” i Krzyżem Armii Krajowej. Od 1991 roku jego imię nosi jedna z tarnowskich ulic w dzielnicy Grabówka.